# اندیس آنومالی دره زیارت
آنومالی دره زیارت یک اندیس فلزی است که در حوالی شهر سقز استان کردستان قرار دارد و مادهٔ معدنی موجود در آن، آهن است.  